# Dracula roezlii
Dracula roezlii là một loài thực vật có hoa trong họ Lan. Loài này được (Rchb.f.) Luer mô tả khoa học đầu tiên năm 1978.

## Hình ảnh

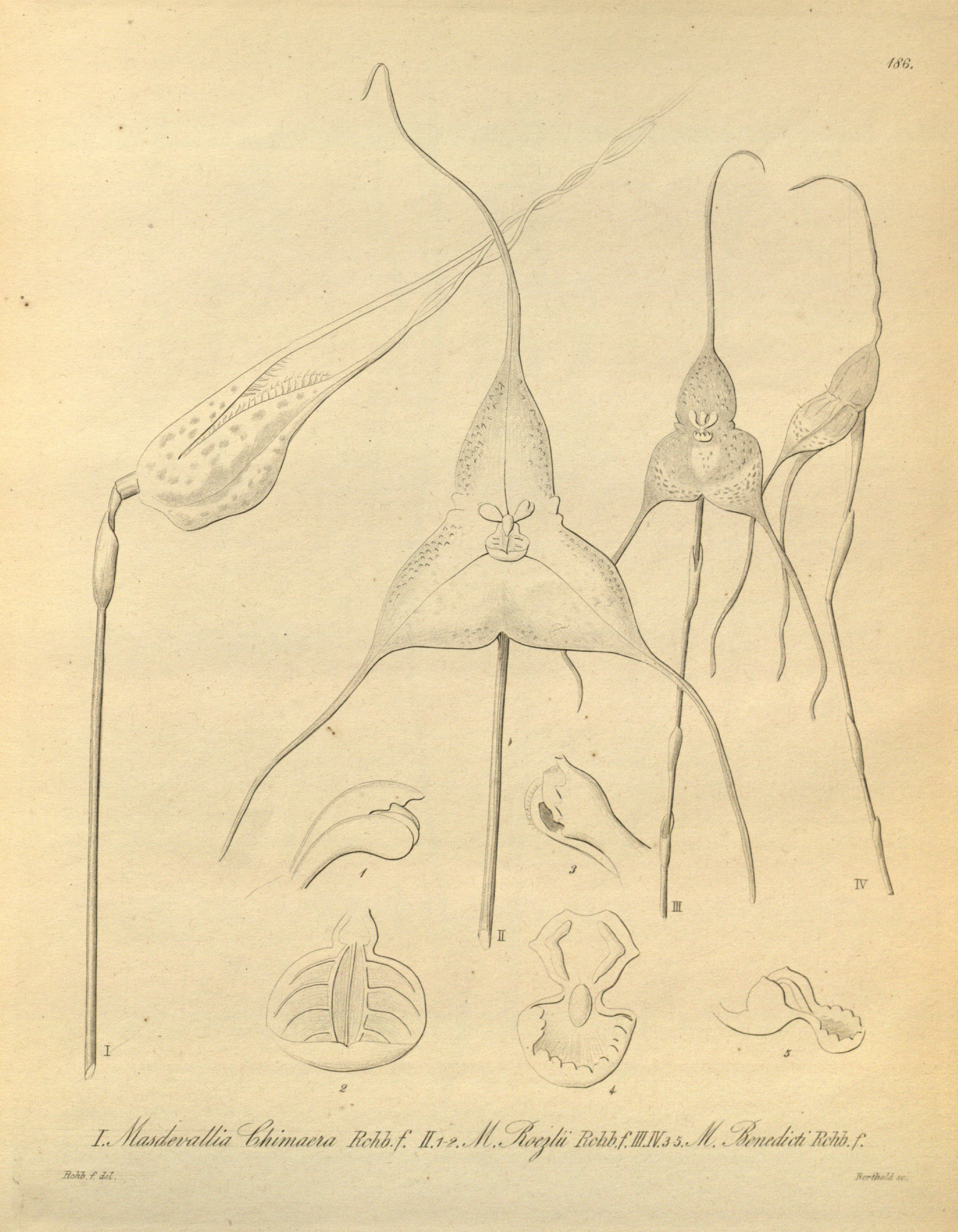